# Nazionale maschile under 18 di pallacanestro dell'Arabia Saudita
La nazionale di pallacanestro saudita Under-18 è una selezione giovanile della nazionale saudita di pallacanestro, ed è rappresentata dai migliori giocatori di nazionalità saudita di età non superiore ai 18 anni.
Partecipa a tutte le manifestazioni internazionali giovanili di pallacanestro per nazioni gestite dalla FIBA.

## Partecipazioni

### FIBA AsiaBasket Under-18
- 1977 - 11°
- 1978 - 5°
- 1980 - 4°
- 1982 - 9°
- 1989 - 6°

- 1990 - 5°
- 2000 - 5°
- 2002 - 7°
- 2004 - 10°
- 2008 - 11°

- 2010 - 15°
- 2012 - 8°